# Toad Town
Toad Town är huvudstaden i det fiktiva landet Mushroom Kingdom, kungadömet som Prinsessan Peach styr över i Nintendos Mario-spel. Staden sågs första gången i Paper Mario, men inom den fiktiva kronologin dök den upp första gången i Mario & Luigi: Partners in Time. I Toad Town ligger prinsessan Peach slott (Princess Peach Castle) och står under direkt styre av prinsessan.

## Historia
I Mario & Luigi: Partners in Time anfölls staden av utomjordingar, kallade Shroobs. De flesta invånarna i staden tillfångatogs och staden totalförstördes. Mario, Luigi, Peach och Bowser var bara barn då, och kallades därför Baby Mario, Baby Luigi, Baby Peach och Baby Bowser. Samma dag som utomjordingarna anföll hade också Baby Bowser valt att anfalla slottet tillsammans med sin följeslagare Kamek. De anlände tillsammans med en liten del av sina trupper till slottet, men Baby Bowser besegrades snabbt av Baby Mario och Baby Luigi. Då anföll utomjordingarna och Kamek fick rädda dem alla genom att föra dem till deras skepp och de flydde så snabbt de kunde därifrån. Många år in i framtiden bevittnade Mario och Luigi med stor beundran en professor som skapade en tidsmaskin. Det slutade med att professorn av misstag skickade prinsessan Peach tillbaka till tiden då utomjordingarna anföll, och Mario och Luigi följde efter. Mario och Luigi lyckades då, tillsammans med Baby Mario, Baby Luigi, Baby Bowser och Kamek, besegra utomjordingarna innan de och prinsessan återvände till sin egen tid. Staden började sedan byggas upp igen, men i Paper Mario anföll Bowser staden igen, denna gång lyckades han stjäla hela prinsessans slott, men besegrades åter av Mario och Luigi.
I Mario & Luigi: Bowser's Inside Story anfölls staden av en ny fiende, Fawful, som med hjälp av kraften från en ondskefull kraftstjärna (Power Star), lyckades ta kontroll över både slottet och staden. Då fick Mario och Luigi oväntad hjälp, om än omedvetet, från Bowser med att ta tillbaka slottet och staden. I Super Mario Galaxy och Super Mario Galaxy 2 anfölls staden återigen av Bowser, som frös ned invånarna och kidnappade Peach. Mario räddade dock prinsessan och staden återställdes.
Trots alla gånger staden fallit offer för attacker har invånarna med hjälp av Peach och Mario återuppbyggt den varje gång.

## Invånare
Invånarantalet i staden är okänt, men invånarna består till största delen av Toads. Ibland dyker det upp några Boos och Koopas, men de lever oftast i samförstånd med Toads i den fredliga staden.

## Hemligheter
Djupt under staden finns gamla kloaker, kallade Toad Town Tunnels. Därnere göms många skatter och föremål. Bowsers armé, The Koopa Troop, använder ofta dessa kloaker för att kunna ta sig obemärkta in och ut ur staden. Kloakerna går bara att besöka i Paper Mario-spelen och för att ta sig runt i dem används blåa warp-rör (Blue Warp Pipes).

## Kommunikation
Förutom diverse Warp Pipes och vägar som leder ut ur staden, har staden även en järnvägsstation. Järnvägsstationen används i Paper Mario för att åka till det stora berget Mt. Rugged och för att kunna komma ut till öknen Dry Dry Desert.